# Марроу (округ, Орегон)
Шаблон:StateAbbr_ 45°25′ пн. ш. 119°34′ зх. д. / 45.42° пн. ш. 119.57° зх. д.
Округ  Марроу (англ. Morrow County) — округ (графство) у штаті  Орегон, США. Ідентифікатор округу 41049.

## Історія
Округ утворений 1884 року.

## Демографія
За даними перепису 
2000 року 
загальне населення округу становило 10995 осіб, зокрема міського населення було 5790, а сільського — 5205.
Серед мешканців округу чоловіків було 5670, а жінок — 5325. В окрузі було 3776 домогосподарств, 2920 родин, які мешкали в 4276 будинках.
Середній розмір родини становив 3,28.
Віковий розподіл населення поданий у таблиці:
| Стать    | До 15 років | 15-21 | 22-29 | 30-39 | 40-49 | 50-65 | 65-85 | Понад 85 |
| -------- | ----------- | ----- | ----- | ----- | ----- | ----- | ----- | -------- |
| Чоловіки | 1465        | 626   | 553   | 704   | 877   | 866   | 534   | 45       |
| Жінки    | 1355        | 524   | 531   | 718   | 808   | 799   | 519   | 71       |

## Суміжні округи
- Бентон, Вашингтон — північ
- Уматілла — схід
- Грант — південь
- Вілер — південний захід
- Ґільям — захід
- Клікітат, Вашингтон — північний захід

## Виноски
1. ↑  U.S. Decennial Census. United States Census Bureau. Архів оригіналу за 12 травня 2015. Процитовано 26 лютого 2015.
2. ↑  Historical Census Browser. University of Virginia Library. Архів оригіналу за 11 серпня 2012. Процитовано 26 лютого 2015.
3. ↑  Forstall, Richard L., ред. (27 березня 1995). Population of Counties by Decennial Census: 1900 to 1990. United States Census Bureau. Архів оригіналу за 19 лютого 2015. Процитовано 26 лютого 2015.
4. ↑  Census 2000 PHC-T-4. Ranking Tables for Counties: 1990 and 2000 (PDF). United States Census Bureau. 2 квітня 2001. Архів оригіналу (PDF) за 18 грудня 2014. Процитовано 26 лютого 2015.
5. ↑  State & County QuickFacts. United States Census Bureau. Архів оригіналу за 20 червня 2011. Процитовано 15 листопада 2013.(англ.) Наведено за англійською вікіпедією.
6. ↑  American FactFinder. Бюро перепису населення США. Архів оригіналу за 26 лютого 2012. Процитовано 31 січня 2008.

| США | Це незавершена стаття з географії США. Ви можете допомогти проєкту, виправивши або дописавши її. |